# Serinus
Serinus är ett släkte med finkar som på senare tid genomgått stora förändringar i sin sammansättning.

## Systematik
Släktet är traditionellt mycket stort och omfattar ett femtiotal arter. Efter DNA-studier som visar att släktet är parafyletiskt förs merparten av dessa istället numera oftast till släktet Crithagra. Ytterligare två arter i släktet, citronsiska och korsikansk siska, har visat sig stå nära steglitsen och har därför flyttats till Carduelis. På samma sätt förs numera himalayasiskan till Spinus. Kvar återstår endast åtta arter med utbredning i Europa, Mellanöstern och delar av Afrika. Dessa är systerarter till de huvudsakligen amerikanska siskorna i Spinus.

## Arter iSerinusi begränsad mening
- Kanariesiska (Serinus canaria)
- Gulhämpling (Serinus serinus)
- Rödpannad gulhämpling (Serinus pusillus)
- Levantsiska (Serinus syriacus)
- Etiopiensiska (Serinus nigriceps)
- Karroosiska (Serinus alario)
- Grånackad siska (Serinus canicollis)
- Gulkronad siska (Serinus flavivertex)

## Arter som tidigare förts tillSerinus

### Spinus
- Himalayasiska (Spinus thibetanus)

### Carduelis
- Citronsiska (Carduelis citrinella)
- Korsikansk siska (Carduelis corsicana)

### Crithagra
- Vitgumpad siska (C. leucopygia)
- Savannsiska (C. mozambica)
- Smalnäbbad siska (C. citrinelloides)
- Diademsiska (C. frontalis)
- Gråkindad siska (C. hyposticta)
- Svartmaskad siska (C. capistrata)
- Papyrussiska (C. koliensis)
- Skogssiska (C. scotops)
- Arabsiska (C. rothschildi)
- Svartstrupig siska (C. atrogularis)
- Törnsiska (C. reichenowi)
- Gulgumpad siska (C. xanthopygia)
- Citronbröstad siska (C. citrinipectus)
- Vitbukig siska (C. dorsostriata)
- Gulstrupig siska (C. flavigula)
- Kragsiska (C. xantholaema)
- Somaliasiska (C. donaldsoni)
- Massajsiska (C. buchanani)
- Svavelsiska (C. sulphurata)
- Gulsiska (C. flaviventris)
- Vitstrupig siska (C. albogularis)
- Strimsiska (C. striolata)
- Gulbrynad siska (C. whytii)
- Stornäbbad siska (C. burtoni)
- Kipengeresiska (C. melanochroa)
- Príncipesiska (Crithagra rufobrunnea)
- Stenknäckssiska (C. concolor) – tidigare placerad som ensam art i Neospiza
- Proteasiska (C. leucoptera)
- Svartkindad siska (C. mennelli)
- Västafrikansk siska (C. canicapilla)
- Vitbrynad siska (C. gularis)
- Höglandssiska (C. striatipectus)
- Miombosiska (C. reichardi)
- Brungumpad siska (C. tristriata)
- Jemensiska (C. menachensis)
- Ankobersiska (C. ankoberensis)
- Kapsiska (C. totta)
- Drakensbergsiska (C. symonsi)